# Sokal Squared

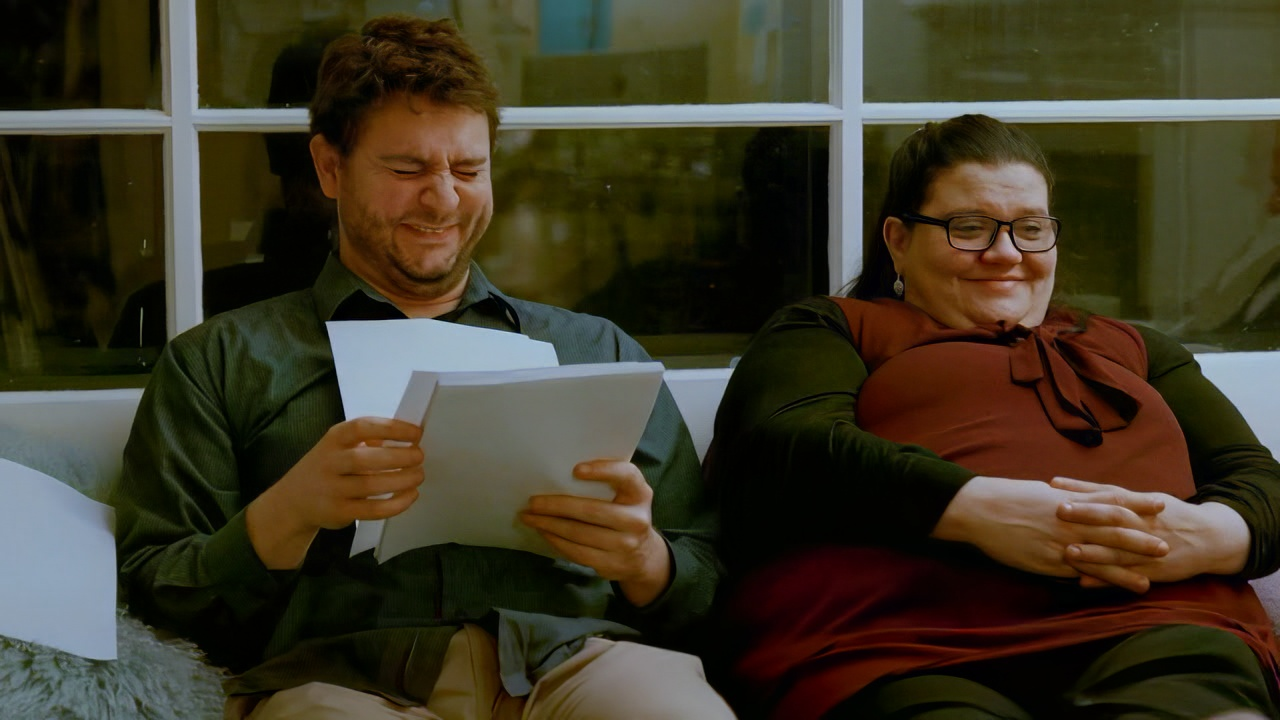
James Lindsay und Helen Pluckrose beim Lesen der Artikel in einer Dokumentation (2018)

Sokal Squared (deutsch etwa „Sokal[-Affäre] im Quadrat“, auch Grievance Studies Affair, deutsch etwa „Jammer-Studien-“ oder „Quengelstudien-“ Affäre) bezeichnet eine Kontroverse um Qualitätsstandards in den Geistes- und Sozialwissenschaften. Zwei US-amerikanische Wissenschaftler und eine britische Wissenschaftlerin haben von 2017 bis 2018 unter wechselnden Pseudonymen insgesamt 20 Hoax-Artikel bei akademischen Zeitschriften eingereicht, um deren Peer-Review-Praxis zu testen. Die Bezeichnung, zurückgehend auf einen Beitrag von Yascha Mounk, hebt ab auf die Sokal-Affäre aus dem Jahr 1996. Nach Aussage der Urheber – James Lindsay, Peter Boghossian und Helen Pluckrose – entstand ihr Projekt aus Sorge um die Korruption einiger Teile der Wissensproduktion in den Vereinigten Staaten.

## Ablauf
Zum Zeitpunkt des frühzeitigen Bekanntwerdens des Projektes im Oktober 2018 waren von den 20 eingereichten Artikeln vier bereits veröffentlicht und drei weitere zur Veröffentlichung angenommen. Sechs der Artikel wurden zurückgewiesen und sieben weitere waren noch im Review-Prozess. Einer der Artikel (Nr. 1 in der Tabelle unten) wurde vom veröffentlichenden Fachblatt wegen seiner exzellenten Qualität besonders geehrt. Dem Projekt vorangegangen war die Veröffentlichung eines Hoax-Artikels mit dem Titel The conceptual penis as a social construct, in dem die Autoren in der Tradition des radikalen Konstruktivismus argumentieren, dass der Penis des Menschen mit einer performativen toxischen Männlichkeit gleichzusetzen sei und in enger Verbindung mit dem Klimawandel stehe:

“A change in our discourses in science, technology, policy, economics, society, and various communities is needed to protect marginalized groups, promote the advancement of women, trans, and gender-queer individuals (including non-gendered and gender-skeptical people), and to remedy environmental impacts that follow from climate change driven by capitalist and neocapitalist overreliance on hypermasculine themes and exploitative utilization of fossil fuels.”

„Ein Wandel in unserem Diskurs in den Naturwissenschaften, der Technologie, der Politik, der Wirtschaft, der Gesellschaft sowie in verschiedenen Communities ist notwendig, um marginalisierte Gruppen zu beschützen, das Vorankommen von Frauen, Trans- und Gender-Personen (inkl. sich keinem Geschlecht zugehörig Fühlender und Gender-Skeptikern) voranzubringen, und um den Problemen Abhilfe zu schaffen, die aus dem Klimawandel folgen, der von der kapitalistischen und neo-kapitalistischen Überabhängigkeit hypermännlicher Motive sowie der ausbeutenden Nutzung fossiler Brennstoffe vorangetrieben wird.“

Die 20 Artikel wurden absichtlich mit haarsträubenden Thesen formuliert, um zu testen, ob eine gewisse Wortwahl und Haltung ausreiche, um in teils führenden Journals (wie Hypatia in den Gender Studies) Artikel platzieren zu können. So behaupteten die Autoren etwa, das Verhalten von Hunden in verschiedenen Hundeparks untersucht und mit der Analyse von 10.000 Hundepenissen angereichert zu haben. Sie seien dabei zu dem Ergebnis gekommen, dass es dort eine Vergewaltigungskultur (rape culture) gäbe, die einer menschlichen vergleichbar sei, und dass das Verhalten von Männern folglich wie bei einer Hundedressur geändert werden könne und müsse. Andere Artikel behandeln eine feministische Lesart von Hitlers Mein Kampf (Nr. 7) oder behaupten, Männer könnten und sollten durch das anale Einführen von Gegenständen ihre Homo- und Transphobie verringern (Nr. 3). Im Sinne der Transparenz gaben die Urheber einen Google-Drive-Ordner frei, auf dem sich eine Selbstbeschreibung ihres Projektes, Pressefotos, die eingereichten Paper sowie die einzelnen Rückmeldungen der Peer Reviews finden.

## Rezeption
Im Anschluss an das Bekanntwerden des Projektes sind in sehr kurzer Zeit zahlreiche Artikel über Ideologiefreiheit und Forschungsethik in Fachzeitschriften wie in Tages- und Wochenzeitungen verfasst worden. Unter anderen berichteten die New York Times, das Wall Street Journal, The Economist und The Atlantic. In den deutschsprachigen Medien haben die Frankfurter Allgemeine Zeitung, Der Spiegel, die Süddeutsche Zeitung, der Schweizer Tages-Anzeiger und die Neue Zürcher Zeitung zu dem Thema berichtet. Der Freitag erweiterte die Kritik der Urheber und die Diskussion auf die Naturwissenschaften. In einer Debatte in der Chronicle of Higher Education verteidigte u. a. Yascha Mounk die Autoren der Paper. Selbst wenn ihre Methoden möglicherweise fragwürdig seien, habe der Hoax wichtige Erkenntnisse über Probleme in Feldern wie den Gender Studies zutage gefördert. Heather E. Heying schrieb, die als „Grievance Studies“ bezeichneten Disziplinen würden Studierende indoktrinieren, sich gegen Wissenschaft und Logik richten und statt Forschung Aktivismus betreiben. Christian Stöcker hielt die Aktion im Spiegel für wichtig und sah in den heftigen Reaktionen eine Reaktion auf die erlittene Blamage.

### Kritik
Einige Geisteswissenschaftler – besonders aus den betroffenen Bereichen – reagierten auf die Veröffentlichungen mit Ablehnung oder Kritik. Diese nahmen die drei Wissenschaftler dabei teilweise (selbst-)ironisch vorweg: In dem Aufsatz When the Joke Is on You: A Feminist Perspective on How Positionality Influences Satire (deutsch etwa Wenn man sich über dich lustig macht: Eine feministische Perspektive darauf, wie Positionalität die Satire beeinflusst) zur Veröffentlichung angenommen in der (renommierten) Zeitschrift Hypatia, argumentierten sie, dass "akademische Streiche und andere Formen satirischer oder ironischer Kritik an Social-Justice-Forschung unethisch und ignorant sind."

#### Wissenschaftliches Fehlverhalten
Die Forscher wurden dafür kritisiert, dass sie ihre Studie nicht wie üblich zuvor von einer Ethikkommission überprüfen ließen. Kritisiert wurde außerdem, dass die Autoren gelogen und gefälschte Daten eingereicht hatten, den Reviewern unnötige unbezahlte Arbeit zugemutet hätten, und dass sie die Veröffentlichung der entsprechenden Artikel zugelassen hatten, obwohl das für die Beantwortung der Forschungsfrage unnötig war und nur dem Erzeugen medialer Aufmerksamkeit gedient habe. Anfang Januar 2019 wurde bekannt, dass die University of Portland aufgrund des Sokal-Squared-Projektes eine Untersuchung gegen Peter Boghossian wegen wissenschaftlichen Fehlverhaltens (scientific misconduct) forschungsethischer Art eingeleitet hat. Als Reaktion haben sich zahlreiche Wissenschaftler mit Boghossian solidarisch erklärt, darunter u. a. Richard Dawkins, Steven Pinker und Jonathan Haidt. Nach Boghossians Angaben beschloss seine Universität, dass er seine „Meinung bezüglich sogenannter geschützter Gruppen nicht kundtun dürfe.“

#### Methodische Kritik
Mikko Lagerspetz (Sozialwissenschaftler) kritisiert, dass das Experiment den selbst gesetzten wissenschaftlichen Ansprüchen nicht genüge, weil es über keine Kontrollgruppe verfügte, sodass es keine Aussage darüber erlaube, ob die ausgewählten Disziplinen wirklich anfälliger für falsche Paper seien als andere Disziplinen. Es sei den Autoren außerdem nicht gelungen, die Hoaxes in tatsächlich führenden Journals zu platzieren. Kritiker betonten, dass Lindsay, Boghossian und Pluckrose mit viel Energie möglichst authentische Paper verfasst hätten, und dabei zum Beispiel die ausführlichen und hilfreichen Kommentare der Reviewer berücksichtigt und die eingereichten Paper so verbessert hätten, was letztendlich dazu geführt habe, dass es sich weniger um „Kauderwelsch“ als um schlichten Betrug gehandelt habe (z. B. weil die angeblich erhobenen Daten in Wirklichkeit nie erhoben worden waren). Der Historiker Mikael Nilsson untersuchte die von den Forschern aufgestellte Behauptung, sie hätten feministische Journals dazu gebracht, nur leicht veränderte Abwandlungen von Mein Kampf zu veröffentlichen und kam zu dem Schluss, dass die Autoren den Text entweder so stark abgewandelt hätten, dass er nahezu nichts mehr mit Hitlers Schrift zu tun habe, oder dass ihre Artikel von den Journals abgelehnt worden seien. Aufgrund der methodischen und wissenschaftlichen Mängel des Projekts schließt Axel Gelfert: „Weder wird damit nachgewiesen, dass Fehlfunktionen des Peer-Review-Verfahrens in den so zusammengewürfelten Teildisziplinen statistisch häufiger auftreten als in anderen Wissenschaftszweigen, noch lässt sich daraus erschließen, dass die punktuell identifizierten Fehlurteile im Begutachtungsprozess ideologischen Ursprungs sind.“

#### Inhaltliche Kritik
Mikko Lagerspetz (Sozialwissenschaftler) kritisiert das Wissenschaftsverständnis der Autoren als oberflächlich. Die Tatsache, dass Journals scheinbar „absurde“ Artikel akzeptierten, spräche nicht gegen sie, sondern das Interesse an neuen, ungewöhnlichen Themen sei ein wichtiger Teil des wissenschaftlichen Prozesses. Auch nicht perfekte Paper könnten dazu beitragen, eine wissenschaftliche Debatte anzustoßen. Das Ende des Projekts verweise zudem darauf, dass die wissenschaftliche Community durchaus in der Lage sei, Betrug zu erkennen. Statt die wissenschaftliche Debatte zu suchen, hätten die Autoren die Form des Betrugs gewählt, um andere Wissenschaftler zu diskreditieren. Auch Axel Gelfert (Philosoph) betont, dass die meisten eingereichten Paper im Peer-Review-Verfahren entweder abgelehnt wurden oder mit umfassenden Überarbeitswünschen an die Autoren zurückverwiesen wurden. Das Zusammenfassen teilweise sehr heterogener Disziplinen unter den Begriff „Grievance Studies“ hält er für irreführend. David Schieber (Sozialwissenschaftler), der einen der Artikel im Review abgelehnt hatte, kritisierte, dass als konstruktive Kritik vorgebrachte Punkte von den Autoren durch selektives Zitieren als Zustimmung gewertet worden seien. Das von den Autoren vertretene Ideal der „politikfreien“ Wissenschaft sei außerdem, so der Politologe Floris Biskamp, nicht zu erreichen und selbst ideologisch. Zwar gebe es auch in den untersuchten Disziplinen dogmatische Tendenzen, die seien aber nicht stärker ausgeprägt als in anderen, nicht untersuchten Disziplinen. Das politisch einseitige Projekt sei nur „im Kontext des breiteren Angriffs auf Gender Studies zu verstehen, den die Rechte in verschiedenen Ländern seit Jahren fährt“. Peter Boghossian wurde außerdem vorgeworfen, dass er mit dem der Alt-Right nahestehenden Stefan Molyneux zusammenarbeite und dass das Projekt entsprechenden Gruppen zumindest in die Hände spiele. Der Kulturwissenschaftler Simon Strick sieht Sokal Squared somit als „propagandistische Leistun[g]“, die vor allem der Selbstvermarktung der Autoren diene. Diese hätten weder tatsächliche Argumente oder Problemstellungen gegen die Gender Studies vorgebracht noch sich überhaupt inhaltlich oder wissenschaftlich mit ihnen auseinandergesetzt.

## Eingereichte Artikel
| Nr. | Autor(en)/Pseudonym(e)             | Titel | Journal                                         | DOI/Anmerkungen                   | Status des Papers (1.11.18)             |
| --- | ---------------------------------- | --- | ----------------------------------------------- | --------------------------------- | --------------------------------------- |
| 1   | Helen Wilson                       | Human reactions to rape culture and queer performativity at urban dog parks in Portland, Oregon                                                                     | Gender, Place & Culture                         | doi:10.1080/0966369X.2018.1475346 | veröffentlicht/zurückgezogen            |
| 2   | Richard Baldwin                    | Who Are They to Judge? Overcoming Anthropometry and a Framework for Fat Bodybuilding                                                                                | Fat Studies                                     | doi:10.1080/21604851.2018.1453622 | veröffentlicht/zurückgezogen            |
| 3   | M. Smith                           | Going in Through the Back Door: Challenging Straight Male Homohysteria and Transphobia through Receptive Penetrative Sex Toy Use                                    | Sexuality & Culture                             | doi:10.1007/s12119-018-9536-0     | veröffentlicht/zurückgezogen            |
| 4   | Richard Baldwin                    | An Ethnography of Breastaurant Masculinity: Themes of Objectification, Sexual Conquest, Male Control, and Masculine Toughness in a Sexually Objectifying Restaurant | Sex Roles                                       | doi:10.1007/s11199-018-0962-0     | veröffentlicht/zurückgezogen            |
| 5   | Richard Baldwin                    | When the Joke Is on You: A Feminist Perspective on How Positionality Influences Satire                                                                              | Hypatia                                         |                                   | angenommen, (noch) nicht veröffentlicht |
| 6   | Carol Miller                       | Moon Meetings and the Meaning of Sisterhood: A Poetic Portrayal of Lived Feminist Spirituality                                                                      | Journal of Poetry Therapy                       |                                   | angenommen, (noch) nicht veröffentlicht |
| 7   | Maria Gonzalez & Lisa A. Jones     | Our Struggle is My Struggle: Solidarity Feminism as an Intersectional Reply to Neoliberal and Choice Feminism                                                       | Affilia                                         |                                   | angenommen, (noch) nicht veröffentlicht |
| 8   | Lisa A. Jones                      | Rubbing One Out: Defining Metasexual Violence of Objectification Through Nonconsensual Masturbation                                                                 | Sociological Theory                             |                                   | abgelehnt                               |
| 9   | Carol Miller                       | My Struggle to Dismantle My Whiteness: A Critical-Race Examination of Whiteness from within Whiteness                                                               | Sociology of Race and Ethnicity                 |                                   | abgelehnt                               |
| 10  | Carol Miller                       | Queering Plato: Plato's Allegory of the Cave as a Queer-Theoretic Emancipatory Text on Sexuality and Gender                                                         | GLQ: A Journal of Gay and Lesbian Studies       |                                   | abgelehnt                               |
| 11  | Richard Baldwin                    | "Pretty Good for a Girl": Feminist Physicality and Women's Bodybuilding                                                                                             | Sociology of Sport Journal                      |                                   | abgelehnt                               |
| 12  | Richard Baldwin                    | Grappling with Hegemonic Masculinity: The Roles of Masculinity and Heteronormativity in Brazilian Jiu Jitsu                                                         | International Review for the Sociology of Sport |                                   | abgelehnt                               |
| 13  | Richard Baldwin                    | Hegemonic Academic Bullying: The Ethics of Sokal-style Hoax Papers on Gender Studies                                                                                | Journal of Gender Studies                       |                                   | abgelehnt                               |
| 14  | Richard Baldwin                    | Self-Reflections on Self-Reflections: An Autoethnographic Defense of Autoethnography                                                                                | Journal of Contemporary Ethnography             |                                   | abgelehnt                               |
| 15  | Brandon Williams                   | Masculinity and the Others Within: A Schizoethnographic Approach to Autoethnography                                                                                 | Qualitative Inquiry                             |                                   | abgelehnt                               |
| 16  | Helen Wilson                       | Rebraiding Masculinity: Redefining the Struggle of Women Under the Domination of the Masculinity Trinity                                                            | Signs                                           |                                   | abgelehnt                               |
| 17  | Richard Baldwin & Brandon Williams | Agency as an Elephant Test for Feminist Porn: Impacts on Male Explicit and Implicit Associations about Women in Society by Immersive Pornography Consumption        | Porn Studies                                    |                                   | Revision und Neueinreichung empfohlen   |
| 18  | Maria Gonzales                     | The Progressive Stack: An Intersectional Feminist Approach to Pedagogy                                                                                              | Hypatia                                         |                                   | Revision und Neueinreichung empfohlen   |
| 19  | Stephanie Moore                    | Super-Frankenstein and the Masculine Imaginary: Feminist Epistemology and Superintelligent Artificial Intelligence Safety Research                                  | Feminist Theory                                 |                                   | Revision und Neueinreichung empfohlen   |
| 20  | Maria Gonzales                     | Stars, Planets, and Gender: A Framework for a Feminist Astronomy | Women’s Studies International Forum             |                                   | Revision und Neueinreichung empfohlen   |